# B.G. Knocc Out
Al Hassan Naqiyy (født Arlandis Hinton 23. januar 1975), bedre kendt som B.G. Knocc Out, er en amerikansk rapper kendt for sit samarbejde med Eazy E på singlen "Real Muthaphuckkin G's" Han er bror til rapperen Dresta, som også medvirkede i sangen.

## Tidlige liv og rapper karriere
Hinton blev født og opvoksede i Compton, Californien. Ham og hans bror Dresta blev cripsmedlemmer. Eazy E, en rapper fra Compton, opdagede brødrene, og lavede sange med dem. Brødrene blev medlem af Ruthless Records, Eazy E's pladeselskab, og medvirkede i sangen Real Muthaphuckkin G's.

## Dom
B.G. Knocc Out blev i 1998 tildelt 12 års fængsel for forsøgt drab. Han blev muslim i fængslet, og blev løsladt i august 2006.
 Der er for få eller ingen kildehenvisninger i denne artikel, hvilket er et problem. Du kan hjælpe ved at angive troværdige kilder til de påstande, som fremføres i artiklen.